# Leontodon asperrimus
Leontodon asperrimus là một loài thực vật có hoa trong họ Cúc. Loài này được (Willd.) Endl. mô tả khoa học đầu tiên năm 1842.